# Godard!
Godard! fue una revista independiente peruana especializada en crítica de cine peruano e internacional, que se publicó semestral, cuatrimestral y trimestralmente de mayo de 2001 a enero de 2017.  Fue fundada por el periodista Claudio Cordero Goytizolo y el filósofo Sebastián Pimentel.

## Historia
Su primera edición fue en mayo del 2001. La revista tuvo 39 ediciones. En el 2011, sus fundadores publicaron una recopilación de la revista llamada "Godard! Textos Escogidos 2001-2011", de la editorial Mesa Redonda, que incluyó su presentación en la Feria Internacional del Libro de Lima.
La publicación fue inicialmente en físico. Luego, pasó a una difusión en PDF bajo suscripción anual y por edición. Varias de las ediciones fueron presentadas en espacios culturales de Lima, junto con alguna actividad vinculada al cine.
| N° edición | Fecha de edición  | Lugar de presentación     | Actividad de la presentación |
| ---------- | ----------------- | ------------------------- | --- |
| 9          | mayo de 2006      | Centro Cultural PUCP      | Ciclo de conferencias Zoom al écran |
| 21         | setiembre de 2009 | Centro Cultural de España | Proyección de película Un Asunto de Mujeres (Claude Chabrol)                                                                           |
| 22         | diciembre de 2009 | Centro Cultural de España | Proyección de película La Chica del Puente                                                                                             |
| 23         | marzo de 2010     | Librería La Familia       | Conversatorio El cine peruano visto desde la crítica                                                                                   |
| 26         | diciembre de 2010 | Centro Cultural CAFAE     | Entrega del I premio godard! a la mejor película peruana del 2010                                                                      |
| 27         | marzo de 2011     | Centro Cultural PUCP      | Preestreno de la película Déjame Entrar                                                                                                |
| 28         | julio de 2011     | Centro Cultural de España | Proyección de película La Última Casa a la Izquierda (1972)                                                                            |
| 29         | octubre de 2011   | Centro Cultural PUCP      | Proyección de película La Resurrección de los Muertos, de George A. Romero                                                             |
| 30         | enero de 2012     | Centro Cultural PUCP      | Entrega del II premio godard! a la mejor película peruana del 2011 y proyección de película Poder y Traición (George Clooney)          |
| 31         | julio de 2012     | Centro Cultural PUCP      | Proyeccción del cortometraje Los Anfitriones, del peruano Miguel Ángel Moulet, y el preestreno de Agentes Secretos (Steven Soderbergh) |
| 32         | diciembre de 2012 | Centro Cultural de España | Entrega del III premio godard! a la mejor película peruana del 2012                                                                    |
| 33         | julio de 2013     | Centro Cultural PUCP      | Proyección de documental español La casa de Emak Bakia                                                                                 |